# OBD

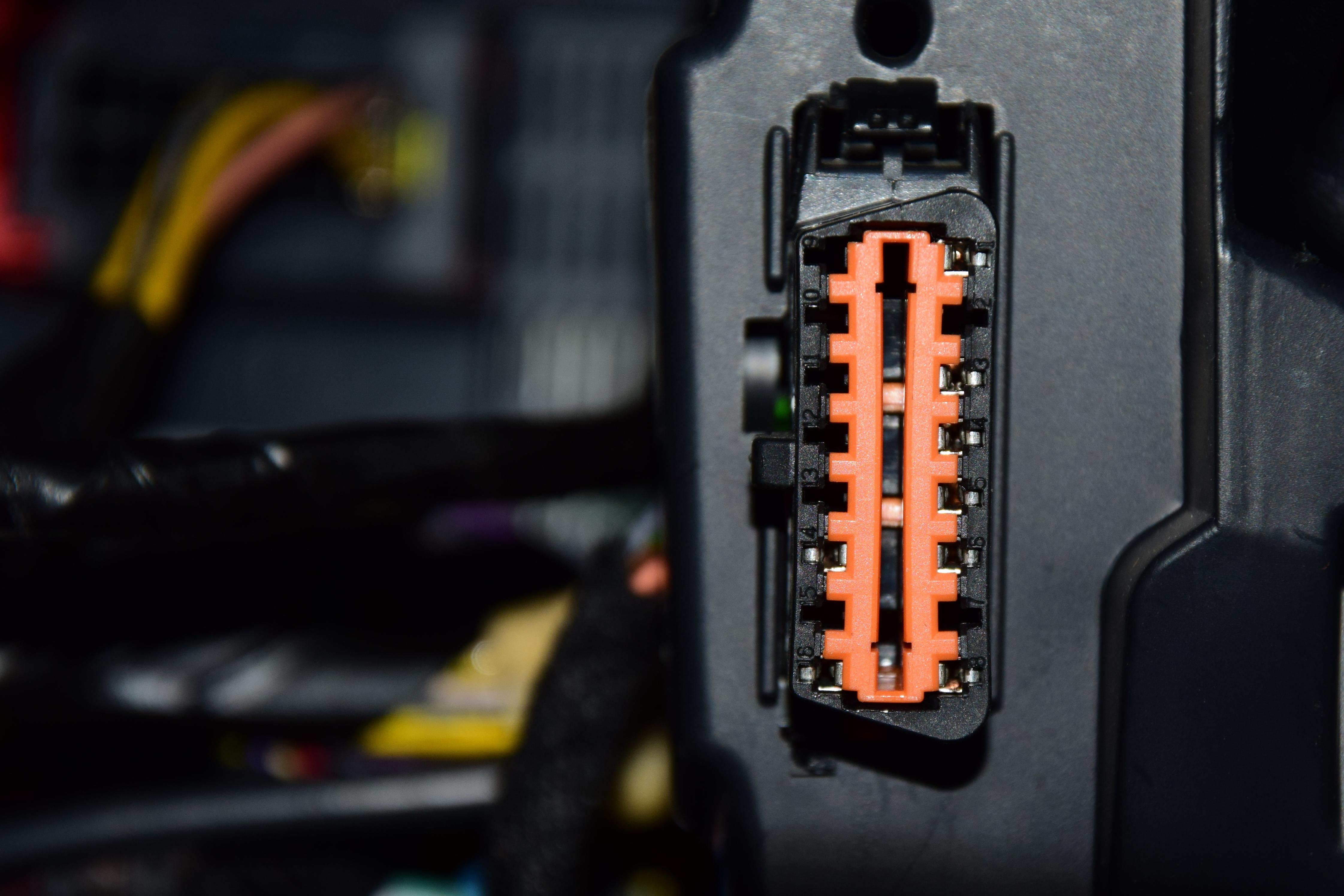
Gniazdo OBD

OBD (On-Board Diagnostics) – zdolność samodiagnostyki pojazdów, mająca na celu umożliwienie szybkiej diagnozy usterek mających niekorzystny wpływ na środowisko.
OBD daje możliwość dostępu do danych dotyczących stanu poszczególnych układów pojazdu. Pozwala np. na odczytanie kodów błędów (DTC – diagnostic trouble codes) zapisanych w pamięci, dotyczących silnika, immobilisera itp.

## OBDII
OBDII (On-Board Diagnostic level 2.)
System OBDII obowiązuje standardem w samochodach:
- sprzedawanych po 1 stycznia 1996 w USA
- sprzedawanych po 1 stycznia 2001 w Unii Europejskiej
- sprzedawanych po 1 stycznia 2002 w Polsce
- z silnikiem Diesla, sprzedawanych po 1 stycznia 2003 w Unii Europejskiej

Samochody wyposażone w system OBDII posiadają charakterystyczne złącze 16-pinowe.
| Pin | Opis                      |
| 2   | J1850 Bus+                |
| 4   | masa nadwozia             |
| 5   | masa sygnałowa (GND)      |
| 6   | CAN High (J-2284)         |
| 7   | ISO 9141/ISO14230 Linia K |
| 10  | J1850 Bus-                |
| 14  | CAN Low (J-2284)          |
| 15  | ISO 9141/ISO14230 Linia L |
| 16  | zasilanie (+)             |
| --- | ------------------------- |

Do wykorzystania systemu OBD II niezbędne jest urządzenie mogące się z nim połączyć i odczytać zgromadzone informacje, a także wydawać polecenia. Najczęściej nazywane komputerem diagnostycznym, który może mieć różne formy, bardziej lub mniej zaawansowane.

## Protokoły transmisji i media wykorzystywane w OBDII
- J1850 PWM
- J1850 VPW
- ISO9141
- ISO14230 (KWP2000)
- ISO14229 (UDS)
- CAN (ISO15765/SAE J2480)